# Pamban

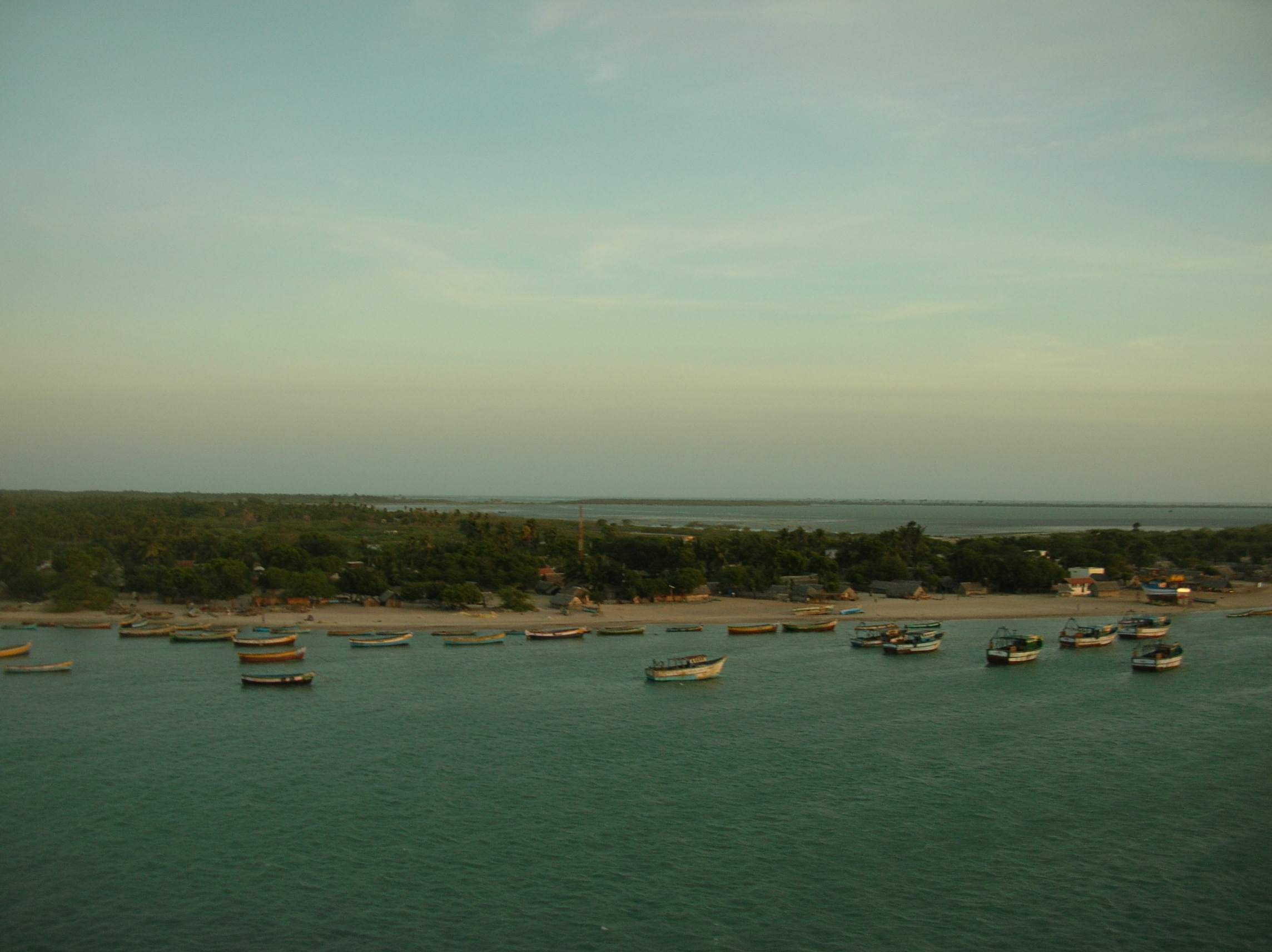
Pobřeží ostrova Pamban

Pamban je město nacházející se na stejnojmenném ostrově v indickém distriktu Ramanathapuram. Nachází se zde významný rybářský přístav a jeden z 24 velkých majáků lemujících indické pobřeží. Tyto majáky společně tvoří Šenajský majákový distrikt, který byl ustanoven dokumentem Majákový akt v roce 1927.

## Demografie
Podle sčítání lidu v roce 2011 tvořilo místní populaci necelých 38 tisíc obyvatel. Počet mužů lehce převyšoval počet žen.

## Podnebí
Pamban má tropické savanové klima. Tedy se zde střídají horká léta s chladnými zimami. Průměrná teplota je 27 °C. Nejteplejším měsícem je červen s 28 °C a nejchladnějším listopadem s 24 °C. Na rozdíl od většiny indických lokalit s tímto klimatem zde spadne nejvíce srážek na podzim a v zimě. Silné srážky přicházejí od října do prosince. Naopak nejméně prší od června do srpna.

## Doprava

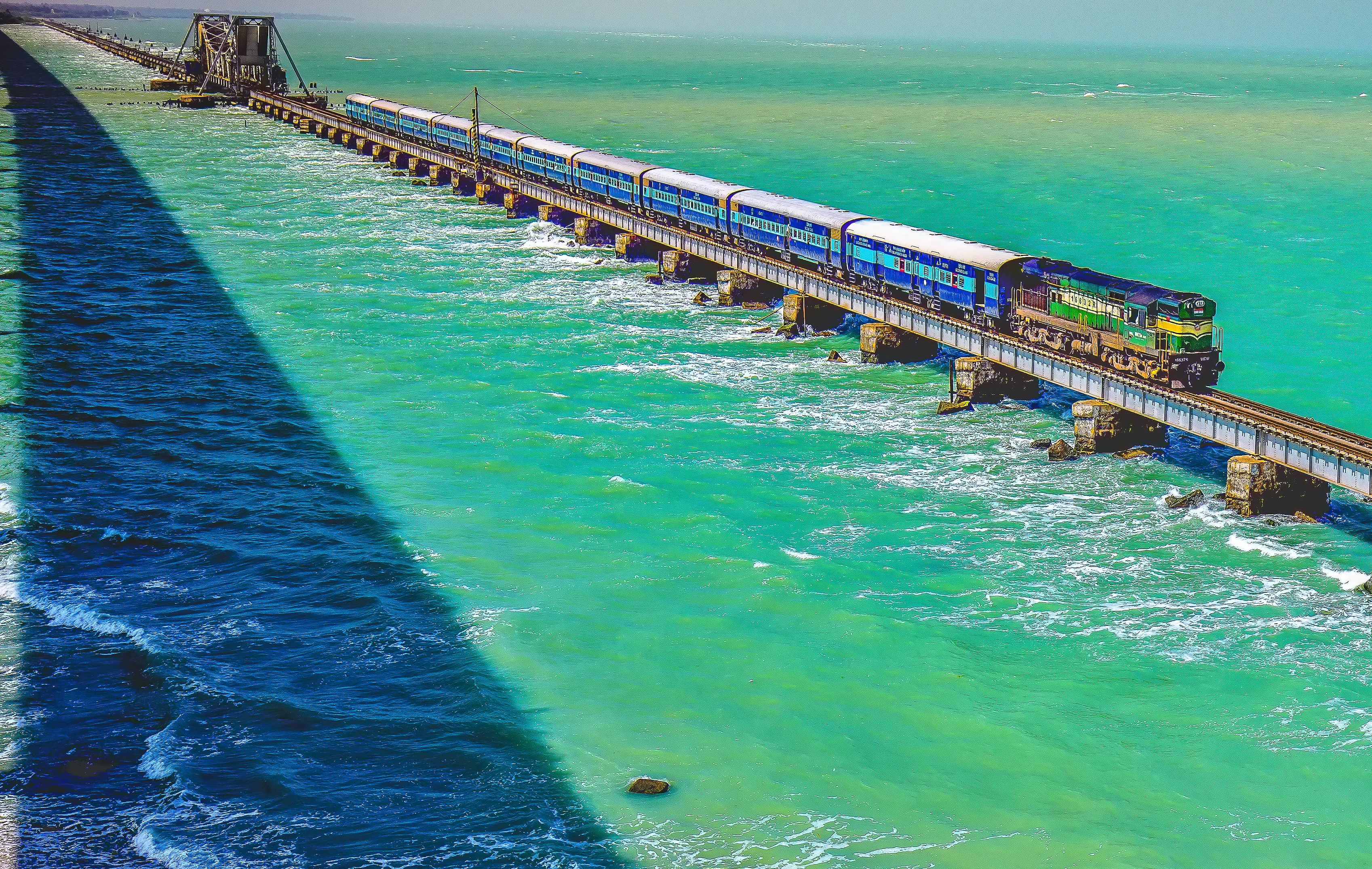
Pambanský železniční most

Skrze město prochází železniční Pambanský most, který je spojuje s městem Ramaswaram na sousedním ostrově a městem Mandapam na kontinentu. Tento most byl otevřen 24. února 1914 a po téměř 100 let šlo o nejdelší indický most. Až v roce 2010 byl v prvenství překonán mostem Bandra–Worli Sea.
Silniční doprava je napojená na kontinentální dopravní síť mostem Annai Indira Gandhi, který stejně jako ten železniční pokračuje až na ostrov Ramaswaram. Je dlouhý 2,345 km a otevřen byl bývalým indickým premiérem Rádžívem Gándhí 2. října 1988, přičemž jeho výstavba trvala téměř 14 let.  